# مقاطعة كوري (نيومكسيكو)
مقاطعة كوري (بالإنجليزية: Curry County)‏ هي إحدى مقاطعات ولاية نيومكسيكو في الولايات المتحدة الأمريكية.